# Lincoln megye (Oklahoma)
Lincoln megye az Amerikai Egyesült Államokban, azon belül Oklahoma államban található. Megyeszékhelye és legnagyobb városa Chandler. Lakosainak száma 33 458 fő (2020. április 1.). Lincoln megye Payne, Oklahoma, Pottawatomie, Creek, Okfuskee és Logan megyékkel határos.

## Népesség
A megye népességének változása:
| Lakosok száma | 34 317 | 34 295 | 34 201 | 34 351 | 35 042 | 33 458 |
|               | 2010   | 2011   | 2012   | 2013   | 2015   | 2020   |